# Nasir Hussain (Regisseur)
Nasir Hussain (* 3. Februar 1931 in Bhopal; † 19. März 2002 in Mumbai) war ein indischer Filmregisseur und -produzent des Hindi-Films.

## Leben
Nasir Hussain begann als Drehbuchautor bei der Filmgesellschaft Filmistan und war unter anderem Autor der Subodh-Mukherjee-Filme Munimji (1955) und Paying Guest (1957). Sein Regiedebüt hatte er 1957 mit Tumsa Nahin Dekha, dem ersten Filmerfolg von Shammi Kapoor. Nachdem er mit Dil Deke Dekho noch eine leicht veränderte Version seines Debütfilms für Filmalaya drehte, gründete er 1960 seine eigene Filmgesellschaft „Nasir Hussain Films“. Er spezialisierte sich auf Liebesfilme, darunter Jab Pyar Kisise Hota Hai (1961) mit Dev Anand und Asha Parekh und Yaadon Ki Baraat (1973) mit Dharmendra und Zeenat Aman.
Um 1980 drehte Hussain drei Filme in Bhojpuri. Mitte des Jahrzehnts zog er sich aus der Regiearbeit zurück. 1988 war er mit seiner Produktion Qayamat Se Qayamat Tak erfolgreich und erhielt dafür einen Filmfare Award für den besten Film. Nasir Hussains Sohn Mansoor Khan führte bei diesem Film Regie und sein Neffe Aamir Khan begann damit seine Karriere. Den Erfolg wiederholte er mit beiden bei Jo Jeeta Wohi Sikandar (1993).

## Filmografie (Regie)
- 1957: Tumsa Nahin Dekha
- 1959: Dil Deke Dekho
- 1961: Jab Pyar Kisise Hota Hai
- 1963: Phir Wohi Dil Laya Hoon
- 1967: Baharon Ke Sapne
- 1969: Pyar Ka Mausam
- 1971: Caravan
- 1973: Aangan
- 1973: Yaadon Ki Baraat
- 1977: Hum Kisi Se Kum Nahin
- 1979: Balam Pardesia
- 1980: Roos Gailen Saiyan Hamaar
- 1981: Chanwa Ke Take Chakor
- 1981: Zamaane Ko Dikhana Hai
- 1984: Manzil Manzil
- 1985: Zabardast